# Velika ličnična mišica
Velika ličnična mišica (lat. M. zygomaticus major) je pasata mišica stranskega dela obraza. Stranski del izvira z lateralne površine ličnice, medialni del pa z vlaken orbikularne mišice očesa. Poteka medialno in navzdol ter pri tem prečka celotno ličnico. Pripenja se v kožo nad priležnim ustnim kotom. Njena funkcija je potezanje ustnega kota vstran in navzgor, s čimer omogoča oblikovanje nasmeha. Uvrščamo jo med glavne smejalne mišice.